# Репнин, Василий Иванович Большой
Князь Васи́лий Ива́нович Большо́й Репни́н (ум. 1546) — русский военный и государственный деятель, сын боярина и воеводы князя Ивана Михайловича Репни-Оболенского.

## Биография
В 1519 году князь Василий Большой Репнин был одним из полковых воевод в походе на Великое княжество Литовское. В 1520 году — воевода в Новгороде-Северском. В 1527—1529 и 1531 годах князь В. И. Репнин был полковым воеводой, стоял на Коломне, на Кашире, в Серпухове.
В 1530 году Василий Иванович Репнин вместе со своим братом Петром участвовал в походе русской армии на Казанское ханство, был первым воеводой в полку правой руки в конной рати.
В 1534/1535 году — первый воевода полка левой руки в походе на Великое княжество Литовское. В 1536-1537 годах — один из воевод на берегу реки Угры. В 1538 году — воевода передового полка против казанских татар.
В 1536 году князь Василий Иванович Большой Репнин присутствовал при торжественном приёме правительницей Еленой Васильевной и шестилетним великим князем Иваном Васильевичем освобождённого из темницы казанского хана Шигалея и его жены Фатимы. Во время обеда В. И. Репнин был кравчим ханши Фатимы.
В 1539 году князь Василий Большой Репнин был вторым воеводой-наместником в Пскове. Был товарищем (заместителем) первого воеводы и наместника, князя Андрея Михайловича Шуйского. Псковские наместники князья А. М. Шуйский и В. И. Репнин управляли с особой жестокостью. По выражению летописца, они были «свирепы, как львы», а люди их, «аки зверие дивии до крестьян» (то есть христиан). Жители Пскова покидали свой город и переселялись в другие города, игумены монастырей уезжали в Новгород, обитатели псковских пригородов не решались приезжать в Псков. Вскоре великий князь московский несколько облегчил положение псковичей, он выдал им специальную грамоту, в которой суд был передан от наместников и их тиунов к псковским целовальникам и сотским.
В 1541 году великий князь московский Иван Васильевич отозвал князя Андрея Михайловича Шуйского из Пскова в столицу. После смещения князя А. М. Шуйского боярин Василий Иванович Репнин был оставлен первым воеводой в Пскове. По выражению псковской летописи «была ему нелюбка до Пскович велика, что у них, как зерцало, государстве грамота».
В конце жизни князь Василий Иванович Репнин удалился от дел в Кириллов монастырь, где принял монашество под именем Вассиана. Скончался в 1546 году, не оставив после себя потомства.